# Wilkołak (kolejka górska)
Wilkołak – rodzinna drewniana kolejka górska o wysokości 22 m i prędkości maksymalnej 71 km/h otwarta 29 czerwca 2019 roku w parku Majaland Kownaty, zbudowana przez amerykańskie przedsiębiorstwo Great Coasters International. Stanowi lustrzaną kopię drewnianej kolejki Heidi The Ride z parku Plopsaland De Panne w Belgii oraz hybrydowej (stalowo-drewnianej) kolejki White Lightning z parku Fun Spot America w Stanach Zjednoczonych. Pierwszy drewniany roller coaster otwarty w Polsce od czasu zamknięcia kolejki górskiej w warszawskim lunaparku Sto Pociech, działającej w latach 1933-1939.

## Historia
W lutym 2018 roku park Majaland Kownaty ogłosił chęć budowy drewnianego roller coastera.
Na początku października 2018 roku rozpoczęły się prace przy budowie fundamentów pod kolejkę. W przeciwieństwie do kolejki Heidi The Ride, która została zbudowana od podstaw na miejscu, kolejka Wilkołak powstaje z elementów prefabrykowanych. Do tego czasu w amerykańskiej fabryce producenta powstała 1/4 wszystkich drewnianych elementów, z których będzie składać się roller coaster.
W maju 2019 roku zarządca parku, Plopsa Group, potwierdził, że budowana kolejka jest kopią Heidi The Ride.
W pierwszej połowie czerwca dotarły na plac budowy pociągi. Operator parku, grupa Plopsa, przedstawiła też szczegóły tematyzacji.
29 czerwca 2019 roku kolejka została otwarta dla gości parku.

## Opis przejazdu

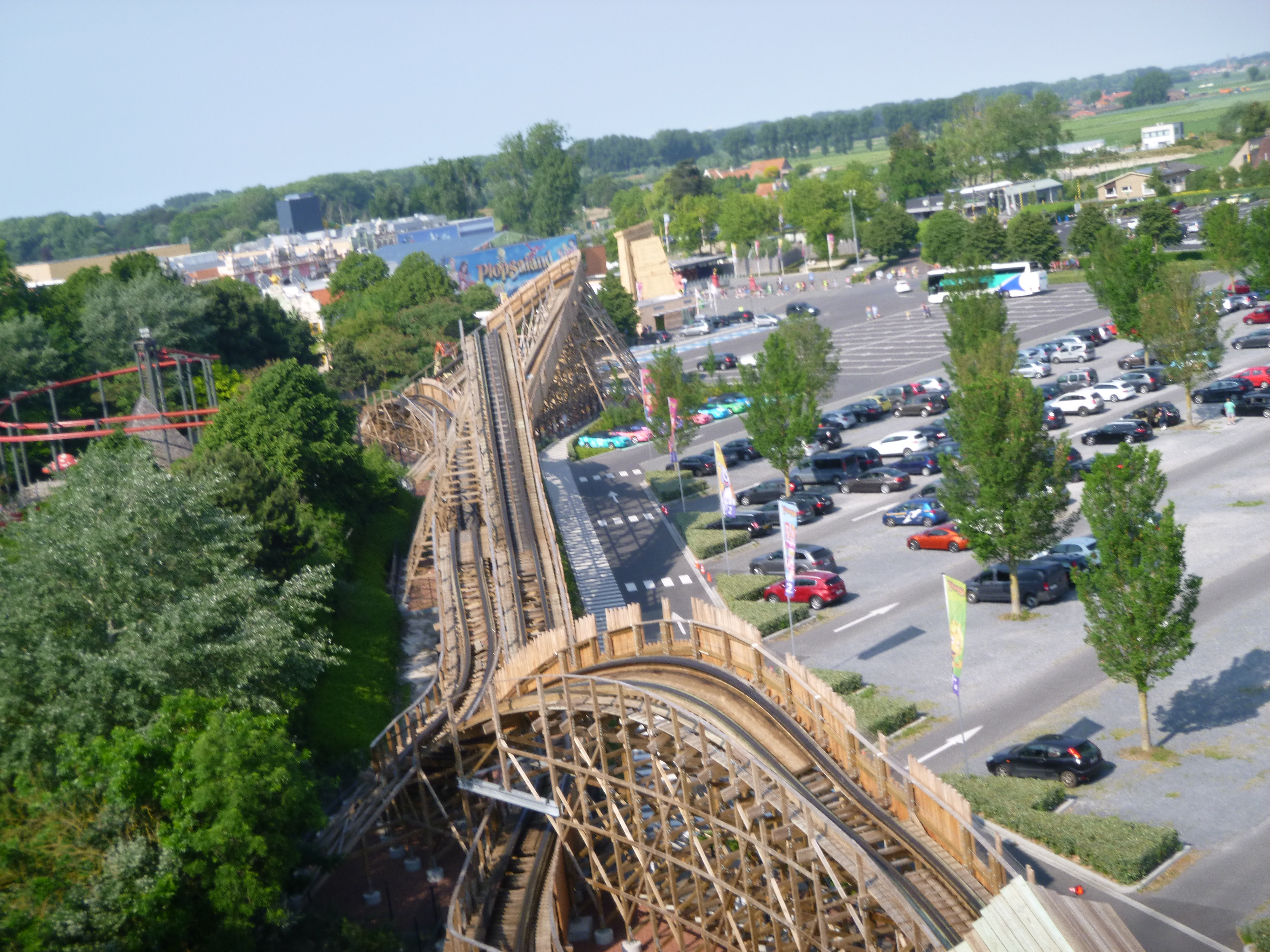
Wilkołak jest lustrzaną kopią kolejki Heidi The Ride w parku Plopsaland De Panne w Belgii.

Pociąg opuszcza stację, zjeżdża z niewielkiego wzniesienia i rozpoczyna wjazd na główne wzniesienie przy pomocy wyciągu łańcuchowego na wysokość ok. 22 m. Następnie pokonuje główny spadek, zjeżdżając po łuku w prawo, po czym pokonuje pochylone w lewo niewielkie wzniesienie, lekko skręca w prawo i wjeżdża na drugie główne wzniesienie w dwóch etapach (double up), z którego zjeżdża również w dwóch etapach (double down). Pociąg następnie wykonuje nawrót o 180° w prawo, po czym pokonuje z rzędu 5 wzniesień ze zjawiskiem nieważkości (airtime), wykonuje niewielki slalom, zostaje wyhamowany i wraca na stację.

## Tematyzacja
Tematyzacja nawiązuje do motywów znanych horrorów i stanowi odpowiednik tematyzacji roller coastera Sky Scream z parku Holiday Park, zarządzanego przez tego samego operatora. Budynek stacji stylizowany jest na opuszczony, nawiedzony dom stojący na skraju lasu, w którym przebywa tytułowy wilkołak. Pociągi noszą ślady pazurów.

## Miejsce w rankingach
Roller coaster Wilkołak zajął 9. miejsce w rankingu European Star Award dla dziesięciu najlepszych nowych kolejek górskich otwartych w Europie w 2019 roku.